# Feuerwehr Krefeld

Das Brandhaus mit Übungsturm der Hauptfeuerwache

Die Feuerwehr Krefeld mit Sitz in der Hauptfeuer- und Rettungswache an der Adresse Zur Feuerwache 4 in Krefeld ist verantwortlich für den Brandschutz, die Technische Hilfeleistung und die Brandbekämpfung in der Stadt Krefeld. Sie gehört zum Fachbereich 37 Feuerwehr und Zivilschutz der Stadt Krefeld. Sie besteht aus einer Berufsfeuerwehr (BF), 3 Löschzügen und 3 Löschgruppen der Freiwilligen Feuerwehren (FF) sowie 2 Werkfeuerwehren. Das Einsatzgebiet der Feuerwehr Krefeld ist in drei Wachkreise aufgeteilt. Den Freiwilligen Feuerwehren sind die Jugendfeuerwehren sowie Kinderfeuerwehren angegliedert.

## Geschichte
Eine erste Freiwillige Feuerwehr, das Krefelder Brandkorps, wurde 1827 durch Erlass einer Feuerlöschordnung durch den damaligen Bürgermeister eingerichtet. 1890 hatte die Freiwillige Feuerwehr in Krefeld 255 Mitglieder, die auf vier Kompanien und vier Abteilungen verteilt waren. Als im Jahr 1890 in Krefeld ein Gebäude einstürzte und 21 Todesopfer zu beklagen waren, beschloss der Krefelder Stadtrat am 18. August 1890 die Bildung einer hauptamtlichen mit einer Führungskraft und 11 Feuerwehrmännern besetzten Feuerwache. Die Feuerwache wurde in einem provisorischen Spritzenhaus in der Geldernschen Straße eingerichtet und wurde am 8. November 1890 bezogen. Von 1910 bis 2016 war die Berufsfeuerwehr Krefeld in der Feuerwache Florastraße untergebracht. Am 24. April 2016 wurde die neue Hauptfeuer- und Rettungswache der BF an der Ecke Neue Ritterstraße / Zur Feuerwache in Dienst gestellt. Eine zweite Wache der BF, die Feuer- und Rettungswache 2, befindet sich in der Hafenstraße.

## Berufsfeuerwehr
Die Berufsfeuerwehr Krefeld besteht aus 237 Beamten im aktiven feuerwehrtechnischen Dienst. In der Hauptfeuer- und Rettungswache ist neben der Berufsfeuerwehr die Leitstelle der BF untergebracht. Diese alarmiert über Funkmeldeempfänger die BF sowie die FF. Die BF Krefeld unterhält eine am 20. August 2015 gegründete Fußballmannschaft, die „BF Florawache 09 Crefeld“, die unter anderem regelmäßig an der jährlich stattfindenden Behörden-Hallen-Weltmeisterschaft teilnimmt.

## Freiwillige Feuerwehr
| Wehr                       | gegründet                                   |
| -------------------------- | ------------------------------------------- |
| Löschzug Fischeln          | Auflösung 1945, Neugründung 15. August 1984 |
| Löschgruppe Gellep-Stratum | 1905                                        |
| Löschzug Hüls              | 1900                                        |
| Löschgruppe Oppum          | 1907                                        |
| Löschgruppe Traar          | 1973                                        |
| Löschzug Uerdingen         | 15. Dezember 1869                           |

## Werkfeuerwehren
Neben der BF und der FF bestehen eine Betriebsfeuerwehr der DB Fahrzeuginstandhaltung in Krefeld-Oppum und eine Betriebsfeuerwehr der Siemens AG. Beide Werkfeuerwehren sind auf dem Ausbildungsstand einer Freiwilligen Feuerwehr und ihnen gleichgestellt. Sie sind damit in die Gefahrenabwehr der Stadt Krefeld eingebunden und können in entsprechenden Lagen auch außerhalb der Werke eingesetzt werden. Die Betriebsfeuerwehr der DB Fahrzeuginstandhaltung, mit aktuell 26 Mitgliedern, wurde 1892 als Bahnfeuerwehr aufgestellt. In den 1990er Jahren wurden deutschlandweit die Bahnfeuerwehren abgeschafft. Der Standort in Krefeld-Oppum wurde beibehalten und die dortige Bahnfeuerwehr 1998 in eine Betriebsfeuerwehr umgewandelt.